# تيد اندروز
تيد اندروز (بالإنجليزية: Ted Andrews)‏ هو كاتب أمريكي، ولد في 15 يوليو 1952 في دايتون في الولايات المتحدة، وتوفي في 24 أكتوبر 2009 في جاكسون في الولايات المتحدة بسبب سرطان.